# 溫特氏櫛鱗鰨
溫特氏櫛鱗鰨為輻鰭魚綱鰈形目鰨亞目鰨科的其中一種，為熱帶海水魚，分布於西太平洋菲律賓海域，棲息深度4-26公尺，體長可達4.6公分，棲息在底層水域，生活習性不明。